# Gunneryd och Hälseryd
Gunneryd och Hälseryd är en av SCB avgränsad och namnsatt småort i Sunne kommun. Den omfattar bebyggelse i Gunneryd och Hälseryd i Sunne socken.